# Bananas
Bananas – siedemnasty studyjny album zespołu Deep Purple, wydany w roku 2003.
Jest to pierwszy album grupy bez Jona Lorda, którego na stałe zastąpił Don Airey.
Zawiera krótki, wolny, instrumentalny utwór „Contact Lost” o astronautach wahadłowca Columbia, napisany przez gitarzystę Steve’ego Morse’a, kiedy usłyszał złe wieści na temat katastrofy wahadłowca.
„I’ve Got Your Number” jest utworem oryginalnie zatytułowanym „Up the Wall”.
Kilka utworów zostało napisanych do spółki z producentem albumu Michaelem Bradfordem.

## Lista utworów
| 1.  | House of Pain (Gillan, Bradford)                                 | 3:34  |
|     |                                                                  |       |
| 2.  | Sun Goes Down (Gillan, Glover, Paice, Morse, Don Airey)          | 4:10  |
|     |                                                                  |       |
| 3.  | Haunted (Gillan, Glover, Paice, Morse, Airey)                    | 4:22  |
|     |                                                                  |       |
| 4.  | Razzle Dazzle (Gillan, Glover, Paice, Morse, Airey)              | 3:28  |
|     |                                                                  |       |
| 5.  | Silver Tongue (Gillan, Glover, Paice, Morse, Airey)              | 4:03  |
|     |                                                                  |       |
| 6.  | Walk On (Gillan, Bradford)                                       | 7:04  |
|     |                                                                  |       |
| 7.  | Picture of Innocence (Gillan, Glover, Paice, Lord, Morse)        | 5:11  |
|     |                                                                  |       |
| 8.  | I Got Your Number (Gillan, Glover, Lord, Paice, Morse, Bradford) | 6:01  |
|     |                                                                  |       |
| 9.  | Never a Word (Gillan, Glover, Paice, Morse, Airey)               | 3:46  |
|     |                                                                  |       |
| 10. | Bananas (Gillan, Glover, Paice, Morse, Airey)                    | 4:51  |
|     |                                                                  |       |
| 11. | Doing It Tonight (Gillan, Glover, Paice, Morse, Airey)           | 3:28  |
|     |                                                                  |       |
| 12. | Contact Lost (Morse)                                             | 1:27  |
|     |                                                                  |       |
|     |                                                                  | 51:25 |
|     |                                                                  |       |

## Skład zespołu
- Ian Gillan – śpiew
- Steve Morse – gitara
- Don Airey – instrumenty klawiszowe
- Roger Glover – gitara basowa
- Ian Paice – perkusja